# The Effect of Gamma Rays on Man-in-the-Moon Marigolds
The Effect of Gamma Rays on Man-in-the-Moon Marigolds (bra: O Preço da Solidão; prt: A Influência dos Raios Gama no Comportamento das Margaridas) é um filme estadunidense de 1972, do gênero drama, dirigido por Paul Newman, estrelado por Joanne Woodward, e coestrelado por Nell Potts e Roberta Wallach. O roteiro de Alvin Sargent foi baseado na peça teatral homônima de 1964, de Paul Zindel, que ganhou o Prêmio Pulitzer pela obra em 1971.
A trama retrata a história de uma mulher desajustada na meia-idade que enfrenta desafios para criar suas duas filhas, uma garota popular rebelde e uma tímida estudante de ciências.
A produção marcou a estreia cinematográfica de Roberta Wallach, assim como o último trabalho de Nell Potts no cinema.

## Sinopse
Beatrice Hunsdorfer (Joanne Woodward) é uma viúva que se sente profundamente infeliz em sua vida, e isso a leva a nutrir desprezo por todos ao seu redor. Ela evita assumir responsabilidade por seus problemas, preferindo culpar todos, especialmente seu falecido marido, que a abandonou antes de morrer.
Beatrice sonha com uma vida melhor, fantasiando sobre abrir uma casa de chá, onde venderia seu suposto cheesecake. No entanto, enquanto realisticamente não consegue alcançar esse sonho, ela passa todo o seu tempo em sua casa decadente e negligenciada fumando, bebendo, lendo os classificados no jornal e cuidando de Nanny (Judith Lowry), sua pensionista idosa, que serve como sua única fonte de renda.
Sua filha mais velha, Ruth Hunsdorfer (Roberta Wallach), está ciente da má reputação que sua mãe tem na cidade. Apesar de exibir um comportamento rebelde típico da adolescência, Ruth parece destinada a seguir os passos de sua mãe. Já sua filha mais nova, Matilda "Tillie" Hunsdorfer (Nell Potts), é uma jovem quieta, tímida, porém inteligente. Ela recebe apoio de seu professor, Sr. Goodman (David Spielberg), para alcançar excelência acadêmica.
A dinâmica disfuncional da família é colocada à prova quando se aproxima a cerimônia de premiação da feira de ciências da escola. O projeto de Tillie – que explora os efeitos de pequenas quantidades de raios gama do cobalto-60 nas sementes de cravos-de-defunto, levando algumas a morte e transformando outras em belas mutações, completamente diferentes das plantas originais – é classificado entre os cinco finalistas, o que destaca as tensões e complexidades presentes entre elas.

## Elenco
- Joanne Woodward como Beatrice Hunsdorfer
- Nell Potts como Matilda "Tillie" Hunsdorfer
- Roberta Wallach como Ruth Hunsdorfer
- Judith Lowry como Nanny
- David Spielberg como Sr. Goodman
- Richard Venture como Floyd
- Carolyn Coates como Sra. McKay
- Will Hare como Lixeiro
- Estelle Omens como Caroline
- Jess Osuna como Sonny
- Ellen Dano como Janice Vickery
- Lynne Rogers como Srta. Hanley
- Roger Serbagi como Charlie
- John Lehne como Gerente de Apartamento
- Michael Kearney como Chris Burns
- Dee Victor como Srta. Wyant

## Produção
Vagamente inspirada na infância de Paul Zindel e em sua carreira como professor de ciências do ensino médio, a peça teatral que baseou o roteiro do filme estreou originalmente em 1964, no Texas, seguida por sua estreia em Westport, Connecticut, dois anos depois. Em 7 de abril de 1970, a peça estreou na Broadway, em Nova Iorque.
Em 8 de junho de 1970, Zindel ainda estava negociando os direitos da obra simultaneamente com dois produtores, com Newman os adquirindo no final. A outra versão teria sido produzida por Richard Roth, dirigida por Alan J. Pakula, e estrelada por Maureen Stapleton.
A atriz Judith Lowry, que interpretou "Nanny" na produção da Broadway, reprisou seu papel para o filme. Carolyn Coates, que desempenhou a "Sra.  McKay" no filme, interpretou a personagem principal em outra produção da peça em Nova Iorque.
Apesar de ter sido ambientada originalmente em Staten Island, Nova Iorque, o diretor Paul Newman decidiu mudar as locações para Bridgeport, Connecticut, porque ficava a apenas 17 minutos de sua casa em Westport.
Newman escalou sua esposa, Joanne Woodward, e uma de suas filhas, Nell Potts, para dois dos papéis principais. Roberta Wallach, filha de Eli Wallach, foi escalada para o terceiro papel principal.

## Recepção
Em 28 de abril de 1975, durante uma entrevista para o jornal The New York Times, Joanne Woodward afirmou que não gostou de fazer o filme por motivos pessoais, afirmando ter sido "muito alienante".
Vincent Canby, em sua crítica para o The New York Times, observou: "The Effect of Gamma Rays não é um filme estúpido. Os talentos de todos os que estão ligados a ele são inconfundíveis, inclusive os do Sr. Newman, um diretor de estilo simples e direto. A questão é que o material básico exige uma espécie de desempenho corajoso de segunda categoria de todos, desde o designer de produção até os atores. Não há como minimizá-lo. Em alguns momentos, tive a sensação de que a Srta. Woodward estava fazendo um teste para o papel de Sadie Thompson, e que a Srta. Wallach estava ocasionalmente na competição. Apenas Nell Potts (na vida privada, filha da Srta. Woodward e do Sr. Newman) é permitida a atuar em um ritmo razoável. É uma atuação adorável e solene em um filme que, de outra forma, consegue ser ao mesmo tempo muito estéril e muito ocupado, como a própria Beatrice".
Roger Ebert, para o Chicago Sun-Times, deu ao filme 3/4 estrelas, afirmando que a produção "é contundente o suficiente para ser menos deprimente do que parece", e observou que "o desempenho de Joanne Woodward não é como nada que ela já fez antes ... É um aviso de que ela é capaz de  experimentar papéis que vão contra seu tipo e fazê-los funcionar". Ele acrescentou: "A direção de Paul Newman é discreta; ele dirige como esperamos que um ator dirija, procurando o conteúdo dramático de uma cena em vez de seu estilo visual ... E a atuação de Nell Potts é extraordinária. Ela brilha".
A revista Variety comentou: "Newman acertou em tudo aqui como diretor, permitindo que a história e os atores se desdobrem com simplicidade, contenção e discernimento". A Time Out chamou o filme de "uma adaptação envolvente" da peça "que vê a direção fria e lúcida de Paul Newman transformando o que poderia ter sido um drama doméstico pretensioso em um relato emocionante das pequenas alegrias em vidas tristes e estagnadas ... Potts rouba o filme, mas o que o torna tão cativante é a relutância de Newman em sentimentalizar".
No Rotten Tomatoes, site agregador de críticas, 77% das 13 críticas do filme são positivas, com uma classificação média de 7,3/10.

## Prêmios e indicações
| Ano  | Cerimônia                    | Categoria                                     | Indicado                                                | Resultado | Ref.   |
| ---- | ---------------------------- | --------------------------------------------- | ------------------------------------------------------- | --------- | ------ |
| 1972 | National Board of Review     | Top Ten Films (Os Dez Melhores Filmes do Ano) | Top Ten Films (Os Dez Melhores Filmes do Ano)           | 6.º Lugar | [ 17 ] |
| 1973 | Globo de Ouro                | Melhor atriz em filme dramático               | Joanne Woodward                                         | Indicada  | [ 18 ] |
| 1973 | Festival de Cinema de Cannes | Grand Prix du Festival International du Film  | "The Effect of Gamma Rays on Man-in-the-Moon Marigolds" | Indicado  | [ 19 ] |
| 1973 | Festival de Cinema de Cannes | Melhor atriz                                  | Joanne Woodward                                         | Venceu    | [ 20 ] |